# Bernhard Huss
Bernhard Alexander Huss (* 24. Februar 1876 in Oedheim; † 5. August 1948 in Mariannhill) war ein deutscher katholischer Missionar und Sozialreformer in Südafrika.

## Leben
Huss wurde als Sohn eines Kunstschreiners in Oedheim geboren und war auf dem rechten Auge blind. Kurz vor dem Abschluss seines Abiturs wurde er zum Vollwaisen. Wenig später trat er in das Missionskloster Mariannhill in Südafrika ein. Dort erhielt er im Jahr 1900 die Priesterweihe. Er war Missionar bei den Bantu in der Missionsstation Hardenberg unterhalb der Drakensberge, wo er sich um die Landwirtschaft durch die Anlage von Versuchsfeldern und die Einführung der Fruchtfolge im Feldbau verdient machte. Außerdem geht auf ihn der Bau von Schulen und Leprastationen zurück. 1915 wurde er Rektor am Lehrerseminar in Marianhill. Zu seinen Unterrichtsfächern zählten neben Religion auch Psychologie, Musik und Landwirtschaft. 1930 wechselte er zur Missionsstation Mariazell in der Transkei, wo er ein zweites Lehrerseminar gründete. Zu seinen Anliegen zählten die Verbesserung der wirtschaftlichen und sozialen Verhältnisse der einheimischen Bevölkerung und die Verbesserung der Landwirtschaft, wofür er auch ein Lehrbuch für die südafrikanischen Ackerbauschulen verfasste.
An seinem Geburtsort Oedheim ist heute die Bernhard-Huss-Straße nach ihm benannt.